# Partido Trabalhista Renovador
O Partido Trabalhista Renovador (PTR) foi uma legenda partidária brasileira que participou das eleições brasileiras entre 1985 e 1990. Reivindicando a condição de herdeiro do Movimento Trabalhista Renovador, extinto em 1965 pelo AI-2, foi fundado por dissidentes do PDT e do PMDB fluminense, como o então deputado José Colagrossi, e inicialmente foi presidido pelo seu filho, o empresário Juca Colagrossi; Em 1989, aliou-se ao PRN (atual Agir) de Collor, na coligação "Brasil Novo", que também tinha o PSC e o PST.

## Desempenho Eleitoral

### Eleições presidenciais
| Ano  | Imagem | Candidato(a) a Presidente | Candidato a Vice-Presidente | Coligação                                  | Votos               | Posição |
| ---- | ------ | ------------------------- | --------------------------- | ------------------------------------------ | ------------------- | ------- |
| 1989 |        | Fernando Collor (PRN)     | Itamar Franco (PRN)         | Movimento Brasil Novo (PRN, PSC, PST, PTR) | 35.089.998 (53,03%) | 1ª      |

## História
Em 1990, o PTR elegeu os governadores de Rondônia e do Distrito Federal, Osvaldo Piana e Joaquim Roriz, respectivamente.

### Fusão
Anos após, fundiu-se com o PST, formando o Partido Progressista (PP) em 1993. Este Partido Progressista (sem relação direta com o atual) também fundiu-se posteriormente com o PPR em 1995, formando o PPB, que atualmente utiliza a sigla do partido original.
|                                               |  |                                               | Partido Social Liberal (PSL) 1994–2022    | Partido Social Liberal (PSL) 1994–2022          |  | União Brasil (UNIÃO) 2022–presente              | União Brasil (UNIÃO) 2022–presente  | União Brasil (UNIÃO) 2022–presente |
| Aliança Renovadora Nacional (ARENA) 1966–1979 |  | Partido da Frente Liberal (PFL) 1985–2007     | Partido da Frente Liberal (PFL) 1985–2007 | Democratas (DEM) 2007–2022                      |  | União Brasil (UNIÃO) 2022–presente              | União Brasil (UNIÃO) 2022–presente  | União Brasil (UNIÃO) 2022–presente |
| Aliança Renovadora Nacional (ARENA) 1966–1979 |  | Partido Democrático Social (PDS) 1980–1993    |                                           | Partido Progressista Reformador (PPR) 1993–1995 |  | Partido Progressista Brasileiro (PPB) 1995–2003 | Partido Progressista (PP) 2003–2017 | Progressistas (PP) 2017–presente   |
|                                               |  | Partido Democrata Cristão (PDC) 1985–1993     |                                           | Partido Progressista Reformador (PPR) 1993–1995 |  | Partido Progressista Brasileiro (PPB) 1995–2003 | Partido Progressista (PP) 2003–2017 | Progressistas (PP) 2017–presente   |
|                                               |  | Partido Social Trabalhista (PST) 1988–1993    |                                           | Partido Progressista (PP) 1993–1995             |  | Partido Progressista Brasileiro (PPB) 1995–2003 | Partido Progressista (PP) 2003–2017 | Progressistas (PP) 2017–presente   |
|                                               |  | Partido Trabalhista Renovador (PTR) 1985–1993 |                                           | Partido Progressista (PP) 1993–1995             |  | Partido Progressista Brasileiro (PPB) 1995–2003 | Partido Progressista (PP) 2003–2017 | Progressistas (PP) 2017–presente   |

### Dissidência
Uma parte de seus filiados seguiu Levy Fidelix para fundar o PTRB que disputou apenas a eleição de 1994 para, logo depois e com mais sucesso, organizar o novo partido em 1995.
| \| Partido Trabalhista Brasileiro (1945) (PTB) 1945–1965 1981–presente \| Partido Trabalhista Brasileiro (1945) (PTB) 1945–1965 1981–presente \| Partido Trabalhista Brasileiro (1945) (PTB) 1945–1965 1981–presente \| Partido Trabalhista Brasileiro (1945) (PTB) 1945–1965 1981–presente \| Partido Trabalhista Brasileiro (1945) (PTB) 1945–1965 1981–presente \| Partido Trabalhista Brasileiro (1945) (PTB) 1945–1965 1981–presente \| \| \| Movimento Trabalhista Renovador (MTR) 1959–1965 \| Movimento Trabalhista Renovador (MTR) 1959–1965 \| Movimento Trabalhista Renovador (MTR) 1959–1965 \| Movimento Trabalhista Renovador (MTR) 1959–1965 \| Movimento Trabalhista Renovador (MTR) 1959–1965 \| Movimento Trabalhista Renovador (MTR) 1959–1965 \| \| \| \| \| Partido Trabalhista Renovador (PTR) 1985–1993 \| Partido Trabalhista Renovador (PTR) 1985–1993 \| Partido Trabalhista Renovador (PTR) 1985–1993 \| Partido Trabalhista Renovador (PTR) 1985–1993 \| Partido Trabalhista Renovador (PTR) 1985–1993 \| Partido Trabalhista Renovador (PTR) 1985–1993 \| \| \| Partido Trabalhista Renovador Brasileiro (PTRB) 1993–1994 \| Partido Trabalhista Renovador Brasileiro (PTRB) 1993–1994 \| Partido Trabalhista Renovador Brasileiro (PTRB) 1993–1994 \| Partido Trabalhista Renovador Brasileiro (PTRB) 1993–1994 \| Partido Trabalhista Renovador Brasileiro (PTRB) 1993–1994 \| Partido Trabalhista Renovador Brasileiro (PTRB) 1993–1994 \| \| \| Partido Renovador Trabalhista Brasileiro (PRTB) 1994–presente \| Partido Renovador Trabalhista Brasileiro (PRTB) 1994–presente \| Partido Renovador Trabalhista Brasileiro (PRTB) 1994–presente \| Partido Renovador Trabalhista Brasileiro (PRTB) 1994–presente \| Partido Renovador Trabalhista Brasileiro (PRTB) 1994–presente \| Partido Renovador Trabalhista Brasileiro (PRTB) 1994–presente \| \| Partido Trabalhista Brasileiro (1945) (PTB) 1945–1965 1981–presente \| Partido Trabalhista Brasileiro (1945) (PTB) 1945–1965 1981–presente \| Partido Trabalhista Brasileiro (1945) (PTB) 1945–1965 1981–presente \| Partido Trabalhista Brasileiro (1945) (PTB) 1945–1965 1981–presente \| Partido Trabalhista Brasileiro (1945) (PTB) 1945–1965 1981–presente \| Partido Trabalhista Brasileiro (1945) (PTB) 1945–1965 1981–presente \| \| \| Movimento Trabalhista Renovador (MTR) 1959–1965 \| Movimento Trabalhista Renovador (MTR) 1959–1965 \| Movimento Trabalhista Renovador (MTR) 1959–1965 \| Movimento Trabalhista Renovador (MTR) 1959–1965 \| Movimento Trabalhista Renovador (MTR) 1959–1965 \| Movimento Trabalhista Renovador (MTR) 1959–1965 \| \| \| \| \| Partido Trabalhista Renovador (PTR) 1985–1993 \| Partido Trabalhista Renovador (PTR) 1985–1993 \| Partido Trabalhista Renovador (PTR) 1985–1993 \| Partido Trabalhista Renovador (PTR) 1985–1993 \| Partido Trabalhista Renovador (PTR) 1985–1993 \| Partido Trabalhista Renovador (PTR) 1985–1993 \| \| \| Partido Trabalhista Renovador Brasileiro (PTRB) 1993–1994 \| Partido Trabalhista Renovador Brasileiro (PTRB) 1993–1994 \| Partido Trabalhista Renovador Brasileiro (PTRB) 1993–1994 \| Partido Trabalhista Renovador Brasileiro (PTRB) 1993–1994 \| Partido Trabalhista Renovador Brasileiro (PTRB) 1993–1994 \| Partido Trabalhista Renovador Brasileiro (PTRB) 1993–1994 \| \| \| Partido Renovador Trabalhista Brasileiro (PRTB) 1994–presente \| Partido Renovador Trabalhista Brasileiro (PRTB) 1994–presente \| Partido Renovador Trabalhista Brasileiro (PRTB) 1994–presente \| Partido Renovador Trabalhista Brasileiro (PRTB) 1994–presente \| Partido Renovador Trabalhista Brasileiro (PRTB) 1994–presente \| Partido Renovador Trabalhista Brasileiro (PRTB) 1994–presente \| \| \| \| \| \| \| \| \| \| \| \| \| \| \| \| \| \| \| \| \| \| \| \| \| \| \| \| \| \| \| \| \| \| \| \| \| \| \| \| \| \| |                                                                     |                                                                     |                                                                     |                                                                     |                                                                     |  |  |                                                 |                                                 |                                                 |                                                 |                                                 |                                                 |  |  |  |  |                                               |                                               |                                               |                                               |                                               |                                               |  |  |                                                           |                                                           |                                                           |                                                           |                                                           |                                                           |  |  |                                                               |                                                               |                                                               |                                                               |                                                               |                                                               |
| Fonte: TSE, CPDOC-FGV, PRTB, Revista Época e Faces de Clio |                                                                     |                                                                     |                                                                     |                                                                     |                                                                     |  |  |                                                 |                                                 |                                                 |                                                 |                                                 |                                                 |  |  |  |  |                                               |                                               |                                               |                                               |                                               |                                               |  |  |                                                           |                                                           |                                                           |                                                           |                                                           |                                                           |  |  |                                                               |                                                               |                                                               |                                                               |                                                               |                                                               |
| Partido Trabalhista Brasileiro (1945) (PTB) 1945–1965 1981–presente | Partido Trabalhista Brasileiro (1945) (PTB) 1945–1965 1981–presente | Partido Trabalhista Brasileiro (1945) (PTB) 1945–1965 1981–presente | Partido Trabalhista Brasileiro (1945) (PTB) 1945–1965 1981–presente | Partido Trabalhista Brasileiro (1945) (PTB) 1945–1965 1981–presente | Partido Trabalhista Brasileiro (1945) (PTB) 1945–1965 1981–presente |  |  | Movimento Trabalhista Renovador (MTR) 1959–1965 | Movimento Trabalhista Renovador (MTR) 1959–1965 | Movimento Trabalhista Renovador (MTR) 1959–1965 | Movimento Trabalhista Renovador (MTR) 1959–1965 | Movimento Trabalhista Renovador (MTR) 1959–1965 | Movimento Trabalhista Renovador (MTR) 1959–1965 |  |  |  |  | Partido Trabalhista Renovador (PTR) 1985–1993 | Partido Trabalhista Renovador (PTR) 1985–1993 | Partido Trabalhista Renovador (PTR) 1985–1993 | Partido Trabalhista Renovador (PTR) 1985–1993 | Partido Trabalhista Renovador (PTR) 1985–1993 | Partido Trabalhista Renovador (PTR) 1985–1993 |  |  | Partido Trabalhista Renovador Brasileiro (PTRB) 1993–1994 | Partido Trabalhista Renovador Brasileiro (PTRB) 1993–1994 | Partido Trabalhista Renovador Brasileiro (PTRB) 1993–1994 | Partido Trabalhista Renovador Brasileiro (PTRB) 1993–1994 | Partido Trabalhista Renovador Brasileiro (PTRB) 1993–1994 | Partido Trabalhista Renovador Brasileiro (PTRB) 1993–1994 |  |  | Partido Renovador Trabalhista Brasileiro (PRTB) 1994–presente | Partido Renovador Trabalhista Brasileiro (PRTB) 1994–presente | Partido Renovador Trabalhista Brasileiro (PRTB) 1994–presente | Partido Renovador Trabalhista Brasileiro (PRTB) 1994–presente | Partido Renovador Trabalhista Brasileiro (PRTB) 1994–presente | Partido Renovador Trabalhista Brasileiro (PRTB) 1994–presente |
| Partido Trabalhista Brasileiro (1945) (PTB) 1945–1965 1981–presente | Partido Trabalhista Brasileiro (1945) (PTB) 1945–1965 1981–presente | Partido Trabalhista Brasileiro (1945) (PTB) 1945–1965 1981–presente | Partido Trabalhista Brasileiro (1945) (PTB) 1945–1965 1981–presente | Partido Trabalhista Brasileiro (1945) (PTB) 1945–1965 1981–presente | Partido Trabalhista Brasileiro (1945) (PTB) 1945–1965 1981–presente |  |  | Movimento Trabalhista Renovador (MTR) 1959–1965 | Movimento Trabalhista Renovador (MTR) 1959–1965 | Movimento Trabalhista Renovador (MTR) 1959–1965 | Movimento Trabalhista Renovador (MTR) 1959–1965 | Movimento Trabalhista Renovador (MTR) 1959–1965 | Movimento Trabalhista Renovador (MTR) 1959–1965 |  |  |  |  | Partido Trabalhista Renovador (PTR) 1985–1993 | Partido Trabalhista Renovador (PTR) 1985–1993 | Partido Trabalhista Renovador (PTR) 1985–1993 | Partido Trabalhista Renovador (PTR) 1985–1993 | Partido Trabalhista Renovador (PTR) 1985–1993 | Partido Trabalhista Renovador (PTR) 1985–1993 |  |  | Partido Trabalhista Renovador Brasileiro (PTRB) 1993–1994 | Partido Trabalhista Renovador Brasileiro (PTRB) 1993–1994 | Partido Trabalhista Renovador Brasileiro (PTRB) 1993–1994 | Partido Trabalhista Renovador Brasileiro (PTRB) 1993–1994 | Partido Trabalhista Renovador Brasileiro (PTRB) 1993–1994 | Partido Trabalhista Renovador Brasileiro (PTRB) 1993–1994 |  |  | Partido Renovador Trabalhista Brasileiro (PRTB) 1994–presente | Partido Renovador Trabalhista Brasileiro (PRTB) 1994–presente | Partido Renovador Trabalhista Brasileiro (PRTB) 1994–presente | Partido Renovador Trabalhista Brasileiro (PRTB) 1994–presente | Partido Renovador Trabalhista Brasileiro (PRTB) 1994–presente | Partido Renovador Trabalhista Brasileiro (PRTB) 1994–presente |
| |                                                                     |                                                                     |                                                                     |                                                                     |                                                                     |  |  |                                                 |                                                 |                                                 |                                                 |                                                 |                                                 |  |  |  |  |                                               |                                               |                                               |                                               |                                               |                                               |  |  |                                                           |                                                           |                                                           |                                                           |                                                           |                                                           |  |  |                                                               |                                                               |                                                               |                                                               |                                                               |                                                               |